# Association française des malades de la thyroïde
L'Association française des malades de la thyroïde (AFMT) a été créée le 17 février 1999 par 6 malades déçus du silence autour des pathologies thyroïdiennes. 

## Historique
Créée en 1999, cette association a répondu à une forte demande pendant un an, puis elle est devenue nationale. L’association se compose essentiellement de malades et de leurs proches.
Le 1er mars 2001, l'AFMT, la CRIIRAD et 51 malades de la thyroïde déposent une plainte contre X, estimant que la gestion des retombées radioactives de la catastrophe de Tchernobyl par les autorités françaises est à l'origine d'un surcroit de pathologies, en particulier de cancer de la thyroïde. Le 25 avril 2002, l'AFMT et la CRIIRAD accompagnent 200 nouveaux plaignants, ce qui porte le nombre de plaintes à 400. La procédure aboutit en septembre 2011 à un non-lieu de la cour d'appel de Paris avant la fin de l'instruction. Pour l'avocat de l'AFMT, ce non-lieu « sera ressenti par les malades comme un abandon et laissera dans l'opinion l'impression qu'on a voulu cacher quelque chose, quand bien même ce ne serait pas le cas ».
En 2012, l'Association française des malades de la thyroïde s’alarme de la contamination de dizaines de milliers de enfants japonais, résidant à proximité de la centrale nucléaire de Fukushima Daiichi, et de ses conséquences sur leur thyroïde. Près d’un tiers des enfants exposés souffrirait déjà d’un kyste thyroïdien,,.
En 2017 et 2018, dans l'affaire de la modification d'un médicament avec potentiellement des effets secondaires, l'AFMT canalise une partie des réactions des malades et intervient auprès des autorités sanitaires, notamment l'Agence nationale de sécurité du médicament (ANSM) pour qu’elle fasse « cesser, sans attendre, l’utilisation de la nouvelle formule du Levothyrox ».  L'association organise aussi des rassemblements et interpelle le ministre de la Santé,. Elle mène également une étude comparative de l'ancienne et la nouvelle formule du médicament,.